# Blyacetat
Blyacetat eller blysocker, vanligtvis skrivet Pb(CH3COO)2 eller ibland Pb(C2H3O2)2
Blysocker är ett vitt pulver eller färglösa kristaller, och har fått sitt namn på grund av sin utpräglat söta smak; ämnet är dock giftigt. I äldre tider har ämnet kallats Sacharum Saturni och (missvisande) Sulphur Saturni.

## Framställning
Blyacetat tillverkas vanligtvis genom reaktionen mellan ättiksyra och blyoxid.
{\displaystyle {\rm {PbO+2\ CH_{3}COOH\rightarrow Pb(CH_{3}COO)_{2}+2\ H_{2}O}}}

## Användning
Det finns många användningsområden för blyacetat:
- Trots sin giftighet används ämnet fortfarande som fixeringsvätska i många hårfärgningsprodukter.
- Behandling av hudskada orsakad av kontakt med klättersumak.
- Påvisa förekomsten av svavelväte. Ämnena reagerar med varandra i en fällningsreaktion där det bildas gråsvart blysulfid (PbS) enligt formeln:

{\displaystyle {\rm {Pb(CH_{3}COO)_{2}+H_{2}S\rightarrow PbS+2\ CH_{3}COOH}}}
- I äldre tider som en mellanprodukt för framställning av det vita pigmentet blyvitt. Framställningen skedde i flera på varandra följande steg. Detta leder ibland till missuppfattning om vad som menas med  blyvitt. Pigmentet är basiskt bly(II)karbonat.